# Anafrodisiaka
Anafrodisiaka (ental anafrodisiakum) er noget som dæmper eller bedøver libidoen. Det er det modsatte af afrodisiaka, som er noget der forstærker den seksuelle appetit. Ordet anafrodisiaka kommer fra det græske præfiks αν-, som viser en negation, og den græske kærlighedsgudinde, Afrodite.
Visse lægemidlers bivirkninger kan være naturlige anafrodisiaka (f.eks. lykkepiller og visse antipsykotika), der er dog ingen stoffer som har sikre anafrodisiakiske effekter uden store bivirkninger.
Op gennem tiderne har mange religiøse sekter og ordener brugt urtemæssige anafrodisiaka. Oftest har kyskhedstræet (Vitex agnus-castus) været brugt til at normalisere hormoner i både mænd og kvinder. En overaktiv libido behandles ofte med urter ved at fokusere på dårlig adrenalinfunktion.
Rygter om at den britiske hær puttede antiepileptikaet og sedativet kaliumbromid i soldaternes te under 2. verdenskrig for at dæmpe deres lyster lader til at være en vandrehistorie.